# Valchedram (huyện)
Valchedram là một huyện thuộc tỉnh Montana, Bungaria. Dân số thời điểm năm 2001 là 13146 người.